# Abantis efulensis
Abantis efulensis là một loài bướm ngày thuộc họ Bướm nhảy. Loài này có ở Cameroon, Cộng hòa Congo, Cộng hòa Dân chủ Congo và Uganda (từ phía tây nam đến Kigezi).